# Callionymus comptus
Callionymus comptus là một loài cá biển thuộc chi Callionymus trong họ Cá đàn lia. Loài này được mô tả lần đầu tiên vào năm 1999.

## Phân bố và môi trường sống
C. comptus có phạm vi phân bố ở Bắc Thái Bình Dương. Đây là một loài đặc hữu của quần đảo Hawaii. C. comptus sống trên đáy cát sạch, được tìm thấy ở độ sâu khoảng từ 3 đến 28 m.

### Bị đe dọa
Do phạm vi phân bố rải rác ở quần đảo Hawaii, cộng thêm sự suy thoái rạn san hô tại đó và các loài ngoại lai xâm lấn, C. comptus được xếp vào danh sách loài sắp nguy cấp. Người ta dự đoán rằng các rạn san hô của Hawaii sẽ tiếp tục bị tẩy trắng trong tương lai, nếu không có biện pháp bảo tồn và giám sát hiệu quả.

## Mô tả
Chiều dài tối đa được ghi nhận ở C. comptus là khoảng 3 cm, thuộc về một cá thể đực. C. comptus là loài dị hình giới tính. Cá đực có màu nâu nhạt ở nửa trên với các đốm màu nâu cam dọc theo lưng. Một dải màu vàng nhạt chạy dọc theo chiều dài cơ thể với các đốm màu lam nhạt dọc hai bên rìa dải sọc này. Đầu có nhiều đốm màu đỏ cam. Vây lưng đầu tiên có màu vàng sẫm ở trước, đen dần về phía sau; viền màu xanh ánh kim. Vây lưng thứ hai có màng màu vàng nhạt trong suốt, có các đường sọc màu nâu cam và xanh lam nhạt. Vây hậu môn màu vàng nhạt với một dải màu sẫm. Vây đuôi có màng gần như trong suốt, và các tia vây có màu trắng; có các đốm nhỏ màu đỏ cam.
Số gai ở vây lưng: 4; Số tia vây mềm ở vây lưng: 8 - 9; Số gai ở vây hậu môn: 0; Số tia vây mềm ở vây hậu môn: 7; Số tia vây mềm ở vây ngực: 16 - 18; Số gai ở vây bụng: 1; Số tia vây mềm ở vây bụng: 5.